# Uli Auffermann
Uli Auffermann (* 1960 in Bochum) ist ein deutscher Schriftsteller, Fotograf und Journalist.

## Leben
Uli Auffermann wuchs im Ruhrgebiet auf, ist aber seit seiner Kindheit eng mit den Bergen verbunden und lernte das Bergsteigen, Klettern und Skilaufen von Grund auf.

## Schriftstellerische Arbeit
Unter anderem verfasste er die Biografie über den berühmten Alpinisten, Bergführer und Erstbegeher der Eiger-Nordwand, Anderl Heckmair, mit dem ihn eine enge Freundschaft verband. Dabei entwickelte sich auch seine Vorliebe für Themen des klassischen Alpinismus mit seinen großen Persönlichkeiten.
Seit einigen Jahren verwaltet er das umfangreiche Archiv des 2005 verstorbenen Heckmair, das Fotos, Schriftstücke und Andenken zum Thema Berge, Alpinismus und Skilauf umfasst. Auffermann organisiert darüber hinaus im Kontext zu Heckmair Ausstellungen, hält Vorträge und Lesungen. Er verfasst insbesondere Artikel und Bücher im Bereich Outdoor, Alpinismus, Wandern, Trekking und Wintersport. Dabei schreibt und bebildert er für zahlreiche Magazine und Tageszeitungen.

## Fotografie
In Fotoreportagen berichtet er vom Bergsport in all seinen Spielarten, wie auch von der Schönheit des Gebirges und anderer Landschaftsformen. So hat er über Jahrzehnte hinweg den Wandel und das Flair des Ruhrgebiets, seiner Heimat, fotografisch dokumentiert.

## Werke (Auswahl)
Inzwischen hat er mehrere Werke zu unterschiedlichen Themenbereichen veröffentlicht, darunter auch in mehreren Kalendern.
Bücher
- Entscheidung in der Wand: Marksteine des Alpinismus. Schall Verlag, 2010, ISBN 978-3-900533-62-5.
- Die schönsten Tagesausflüge im Ruhrgebiet. Bruckmann Verlag, 2010, ISBN 978-3-7654-5447-9.
- Allgäuer Bergfieber. Bergsteigergeschichte(n) einer rauen Region. Bruckmann Verlag, 2011, ISBN 978-3-7654-5522-3.
- Wandern an Flüssen und Seen – Ruhrgebiet – Bruckmann Verlag, 2009, ISBN 978-3-7654-5179-9.
- Münsterland Wanderführer. Bergverlag Rother, 2009, ISBN 978-3-7633-4380-5.
- Elfringhauser Schweiz – Landschaft zum Wohlfühlen. Semann Verlag, 2009, ISBN 978-3-00-029447-1.
- Ruhrgebiet Wanderführer. Bergverlag Rother, 2008, ISBN 978-3-7633-4345-4.
- Unsere Kindheit in Bochum. Aufgewachsen in den 60er & 70er Jahren. Wartberg Verlag, Gudensberg-Gleichen 2008, ISBN 978-3-8313-1846-9
- Zum Glück geht's bergwärts. Geschichten aus dem Leben des Erstbesteigers der Eiger-Nordwand. Tyrolia-Verlag, Innsbruck 2005, ISBN 3-7022-2690-7 (zusammen mit Anderl Heckmair)
- Was zählt ist das Erlebnis. Anderl Heckmair, Alpinist und Lebenskünstler. Semann Verlag, Bochum 2002, ISBN 3-00-008873-3
- Wunderschönes Münsterland. Bruckmann Verlag, April 2011, ISBN 978-3-7654-4987-1
- Die schönsten Kölner Stadtspaziergänge – Karneval, Kölsch und 2000 Jahre Geschichte. Bruckmann Verlag, 2011, ISBN 978-3-7654-5443-1
- Im Schatten der Nordwand – Triumph und Tragödie an Matterhorn – Eiger – Grandes Jorasses. Bruckmann Verlag, Oktober 2011, ISBN 978-3-7654-5626-8
- Wandern am Wasser – Bergisches Land. Bruckmann Verlag, März 2012, ISBN 978-3-7654-4905-5
- Gratwanderung – Vom Überlebensinstinkt bekannter Alpinisten. Bruckmann Verlag, Oktober 2012, ISBN 978-3-7654-5987-0
- Die besten Panorama-Wanderungen in Nordrhein-Westfalen – 30 Logenplätze zwischen Rhein und Weser. Bruckmann Verlag, März 2013, ISBN 978-3-7654-6037-1
- Dortmund-Stadtwanderführer: 25 Touren. Wartberg Verlag, April 2013, ISBN 978-3-8313-2335-7
- Bochum-Stadtwanderführer: 20 Touren. Wartberg Verlag, April 2013, ISBN 978-3-8313-2334-0
- Das große Eiger-Lexikon – Die Eiger-Nordwand von A-Z. Schall-Verlag, Mai 2013, ISBN 978-3-900533-76-2
- Solingen-Stadtwanderführer: 20 Touren. Wartberg Verlag, März 2014, ISBN 978-3-8313-2340-1
- Rhein-Herne-Kanal – Ahoi! Lexikon mit über 450 Stichwörtern!. Semann Verlag, Mai 2014, ISBN 978-3-9816578-0-7
- Das große Matterhorn-Lexikon – Das Matterhorn von A-Z, mit über 800 Stichworten. Schall-Verlag, Mai 2014, ISBN 978-3-900533-79-3
- Zeitsprünge Bochum-Langendreer und -Werne. Sutton Verlag, April 2015, ISBN 978-3-95400-495-9
- Zeitsprünge – Der Bochumer Süden: Früher und Heute. Sutton Verlag, November 2015, ISBN 978-3-95400-490-4
- Liebes Hattingen... Du Perle an der Ruhr. Semann Verlag, August 2016, ISBN 978-3-9816578-8-3
- Im Hügelland – Elfringhauser Schweiz & Umgebung. Semann Verlag, Juni 2018, ISBN 978-3-946862-04-8
- Panoramawege Ruhrgebiet: Die 30 schönsten Aussichtstouren. Bruckmann Verlag, Juli 2019, ISBN 978-3-7343-1475-9
- Wo ich gehe, ist der Weg – Michel Darbellay: Das Portrait eines Alpinisten. Semann Verlag, September 2019, ISBN 978-3-946862-14-7
- Anderl Heckmair – Ein Leben in Bildern. Semann Verlag, März 2020, ISBN 978-3-946862-15-4
- 101 Gipfel der Alpen und was Sie über diese schon immer wissen wollten. Bruckmann Verlag, Mai 2020, ISBN 978-3-7343-1482-7
- Alpen, Täler, Wohnmobil. Bruckmann Verlag, September 2022, ISBN 978-3-7343-2433-8
- Neue Wege in den Alpen. Bruckmann Verlag, November 2022, ISBN 978-3-7343-2427-7
- 9:39 Nord – Solo durch die großen Nordwände der Alpen. Semann Verlag, Dezember 2022, ISBN 978-3-946862-34-5
- Konserviert! Geschichten vom gedeckelten Leben. Semann Verlag, Oktober 2023, ISBN 978-3-946862-21-5
- Wanderbare Heimat – Vom Ruhrgebiet ins Bergische Land. Semann Verlag, Juni 2024, ISBN 978-3-946862-39-0
- Im Hügelland – Elfringhauser Schweiz & Umgebung. Semann Verlag, Oktober 2024, ISBN 978-3-946862-45-1
- Im Ruhrtal bei Witten, Bochum und Hattingen. Semann Verlag, November 2024, ISBN 978-3-946862-46-8

Diverse Kalender
- darunter der immerwährende Kalender zu Anderl Heckmair: Quergang – Augenblick. Semann Verlag Bochum, DIN A3-Format mit 13 Aufnahmen

## Weblink
- www.uliauffermann.de

| Personendaten    | Personendaten                           |
| ---------------- | --------------------------------------- |
| NAME             | Auffermann, Uli                         |
| KURZBESCHREIBUNG | deutscher Schriftsteller und Journalist |
| GEBURTSDATUM     | 1960                                    |
| GEBURTSORT       | Ruhrgebiet                              |